# Bednáreček
Bednáreček (deutsch Klein Bernharz) ist eine Gemeinde in Tschechien mit 192 Einwohnern. Sie liegt 13 Kilometer nordöstlich von Jindřichův Hradec und gehört zum Okres Jindřichův Hradec.

## Geographie
Bednárec befindet sich linksseitig im Tal der Žirovnice in der Böhmisch-Mährischen Höhe. Östlich erhebt sich der 612 m hohe Hrůzův kopec und im Südosten der Tůmův vrch. Durch das Dorf führen die Eisenbahnstrecken Veselí nad Lužnicí – Jihlava und Jarošov nad Nežárkou – Batelov.
Nachbarorte sind Zdešov und Vlčetín im Norden, Popelín im Osten, Česká Olešná im Südosten, Nová Olešná im Süden, Bednárec im Südwesten sowie Kamenný Malíkov im Westen.

## Geschichte
Bednáreček wurde im Zuge der deutschen Kolonisation des Gebietes im 14. Jahrhundert gegründet. Erstmals urkundlich erwähnt wurde das Dorf 1499. Seine Bewohner waren Waldenser und später fanden die Ideale der Böhmischen Brüder Verbreitung.
Neben der Arbeit in der Landwirtschaft lebten die Einwohner von der Fertigung von Perlmuttknöpfen.
Am 29. August 1887, noch vor der offiziellen Einweihung am 3. November, rollte der erste Zug von Veselí nad Lužnicí nach Jihlava durch den Ort. In der zweiten Hälfte des 20. Jahrhunderts erfolgte die Eingemeindung nach Popelín, seit 1992 ist Bednáreček wieder eine selbstständige Gemeinde.

## Gemeindegliederung
Für die Gemeinde Bednáreček sind keine Ortsteile ausgewiesen.

## Sehenswürdigkeiten

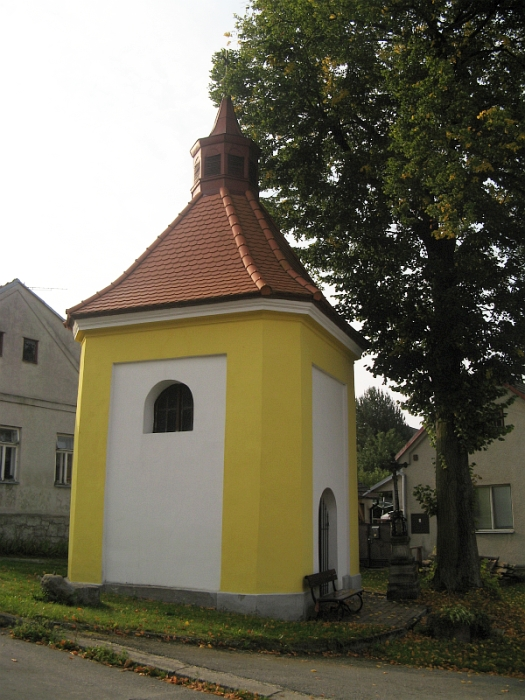
Kapelle

- Kapelle des Hl. Nepomuk, erbaut 1777
- Ausstellung über die Fertigung von Perlmuttgegenständen, eröffnet 1989